# Muhlenbergia brevivaginata
Muhlenbergia brevivaginata är en gräsart som beskrevs av Jason Richard Swallen. Muhlenbergia brevivaginata ingår i släktet muhlygräs, och familjen gräs. Inga underarter finns listade i Catalogue of Life.